# Правен отрасъл
Правните отрасли са втората по големина съвкупност от правни норми в рамките на нормативното битие на правото след правните дялове.
Правният отрасъл е исторически обособила се съвкупност в позитивното право, регулиращ определен род обществени отношения при използване на специфичен юридически режим.

## Разграничителни критерии
Критериите въз основа на които се разделят отраслите на правото са:
- предмет на правно регулиране;
- метод на правно регулиране;
- степен на взаимодействие с другите структури на правото от системата на правото.

## Основни отрасли на материалното право
- конституционно право (в правната доктрина на Източна и Централна Европа до началото на деветдесетте е в един отрасъл с административното право под наименованието „държавно право“);
- административно право (в правната доктрина на Източна и Централна Европа до началото на деветдесетте е в един отрасъл с конституционното право под наименованието „държавно право“);
- военно право (подотрасъл на административното право[1]);
- екологично право (подотрасъл на административното право[1]);
- полицейско право (подотрасъл на адмистративното право[1]);
- строително право (подотрасъл на адмистративното право[1]);
- финансово право (според някои не е самостоятелен отрасъл, а специално административно право);
- гражданско право;
- трудово право;
- наказателно право;
- семейно право (според някои не е самостоятелен отрасъл);
- наследствено право (според някои не е самостоятелен отрасъл);
- вещно право (подотрасъл на гражданското право);
- облигационно право (подотрасъл на гражданското право);
- търговско право (не е самостоятелен отрасъл, а специално гражданското право[2]);
- право на интелектуалната собственост (подотрасъл на гражданското право);
- осигурително право;
- Международно публично право;
- Международно частно право и др.

## Основни отрасли на процесуалното право
- Гражданскопроцесуално право;
- Наказателнопроцесуално право;
- Административно процесуално право.